# برو إيفولوشن سوكر 2011 (دي إس)
برو إيفولوشن سوكر 2011 (بالإنجليزية: Pro Evolution Soccer 2011 3D)‏ ، وتسمى في النسخة اليابانية وينينغ إليفين ثري دي سوكر (Winning Eleven 3D Soccer) ، هي لعبة إلكترونية من نوع رياضة كرة القدم، صدرت مخصصاً لنظام نينتندو 3 دي إس.